# Archidiocèse de Porto Alegre
L'archidiocèse de Porto Alegre (en latin, Archidioecesis Portalegrensis in Brasilia) est une circonscription ecclésiastique de l'Église catholique au Brésil.
Son siège se situe dans la ville de Porto Alegre, capitale de l'État du Rio Grande do Sul.
Depuis 2013, son archevêque est le cardinal Jaime Spengler, O.F.M.. 